# Бонампак
Бо́нампак (исп. Bonampak, у древних майя назывался Укуль) — открытые в 1946 году руины города майя, которые стали известны благодаря своим настенным фрескам.

## Раскопки
Археологическое городище Бонампак находится в мексиканском штате Чьяпас, на границе с Гватемалой, в долине реки Лаканха (25 км южнее Йашчилана). Его обнаружил в 1946 году американский фотограф Джайлс Хили (Giles Healey) благодаря помощи местных жителей — майя-лакандонов.

## История
Во время классического периода развития цивилизации майя (ок. 250 — 900 годы н. э.) Укуль (Бонампак) стал поздней столицей царства Шукальнах, имевшего второстепенное значение, но его история может быть восстановлена на основе найденных надписей майя.
Древняя столица Шукальнах в V—VI веках располагалась на месте городища Лаканха. В начале VII века царь Шукальнаха Йхав Чан Муван I перенёс столицу царства в Бонампак (на 6 км восточнее старой столицы на левобережье реки Лаканха). В это время Шукальнах входит в сферу политического влияния царства Пачан, с чем и связано основание новой столицы вблизи от границы с Пачаном.
Царство Шукальнах состояло из нескольких областей: Шукальнах (ранняя столица, давшая название царству, городище Лаканха); Укуль (собственно Бонампак); Бубульха («Бурлящая вода» — область на северо-западе царства, городище Охос-де-Агуа); Саклакаль («Место белых кузнечиков» — на севере Шукальнаха, возм. гор. Кананкаш или Дорантес) и Тах (местоположение неизвестно).

### «Божественные цари (кухуль ахав) Шукальнаха»

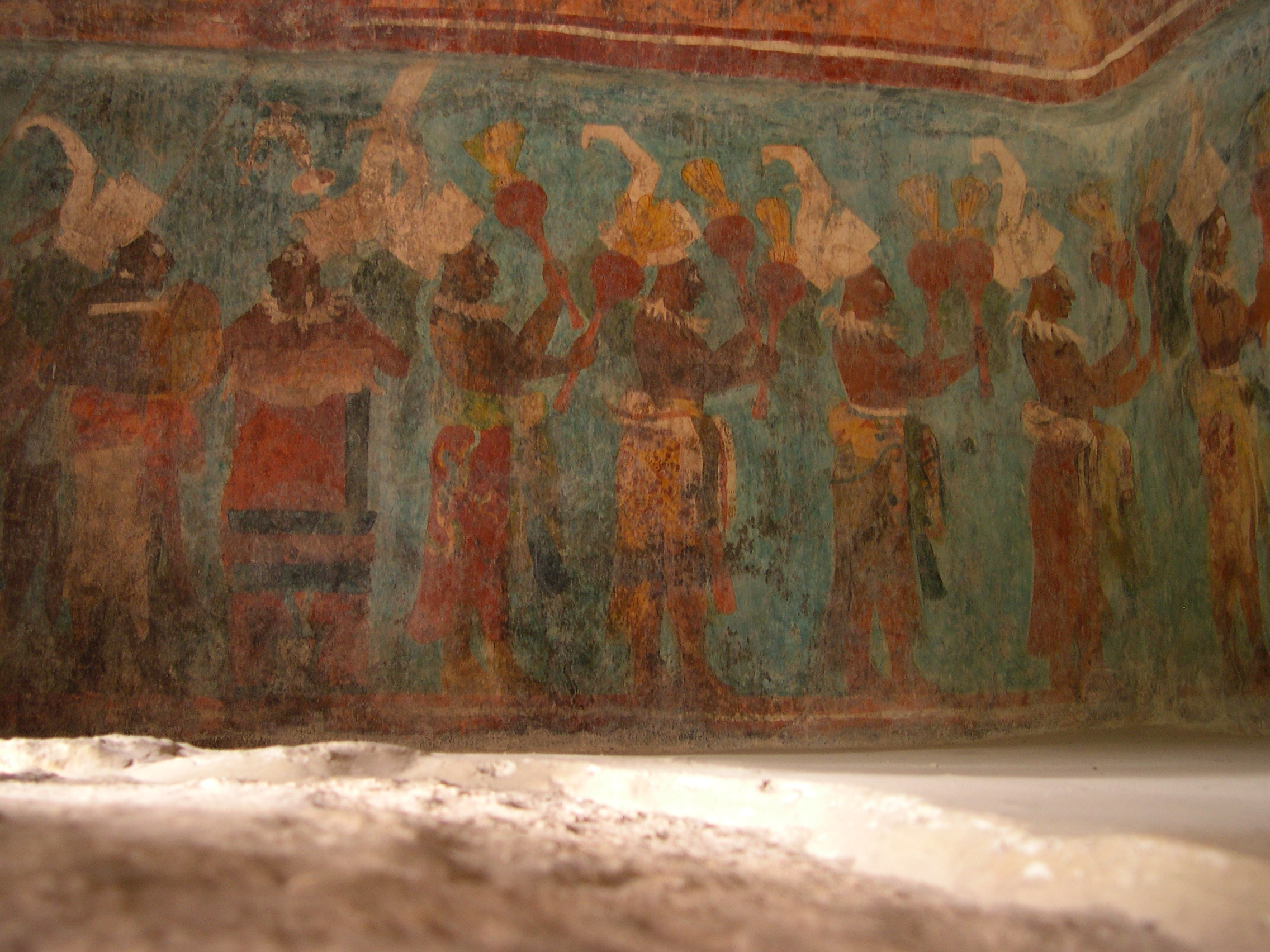
Изображение музыкантов в Храме фресок.

- Ах Йаш Пуним (ок. 400) (основатель династии Шукальнаха)

…
- неизвестный по имени царь («Правитель стелы 7») (554—600)
- Йахав Чан Муван I, сын (600—605)
- Ах-Ольналь, сын (605—610, 611 — после 614)
- Ах Чан Ток’ (610—611) (захватил власть в Шукальнахе и изгнал Ах-Ольналя)
- Винакхаб Ток’ (643 — после 648)
- неизвестный по имени царь (ранее 658 — после 670)
- Ах Нак’ей (683 — после 692)
- «Knot-Eye» Б’алам, сын К’инич Чак Чиха (732 — после 746)
- Ах Сак Телеч, сын Йо’наль Балама, сахаля Шукальнаха (гор. Лаканхи) (747/748 — 776)
- Йахав Чан Муван II, сын Ах Сак Телеча (776 — после 791)

В 791 году Йахав Чан Муван II, последний царь Шукальнаха оставивший иероглифические надписи, освятил храм в честь своей победы над царством Сакц’и — знаменитый Храм 1 в Бонампаке с настенными росписями. Но это стало последним известным событием в истории Шукальнаха. На рубеже VIII—IX веков царство прекратило существование, что совпало с упадком соседнего Пачанского царства.

## Храм фресок

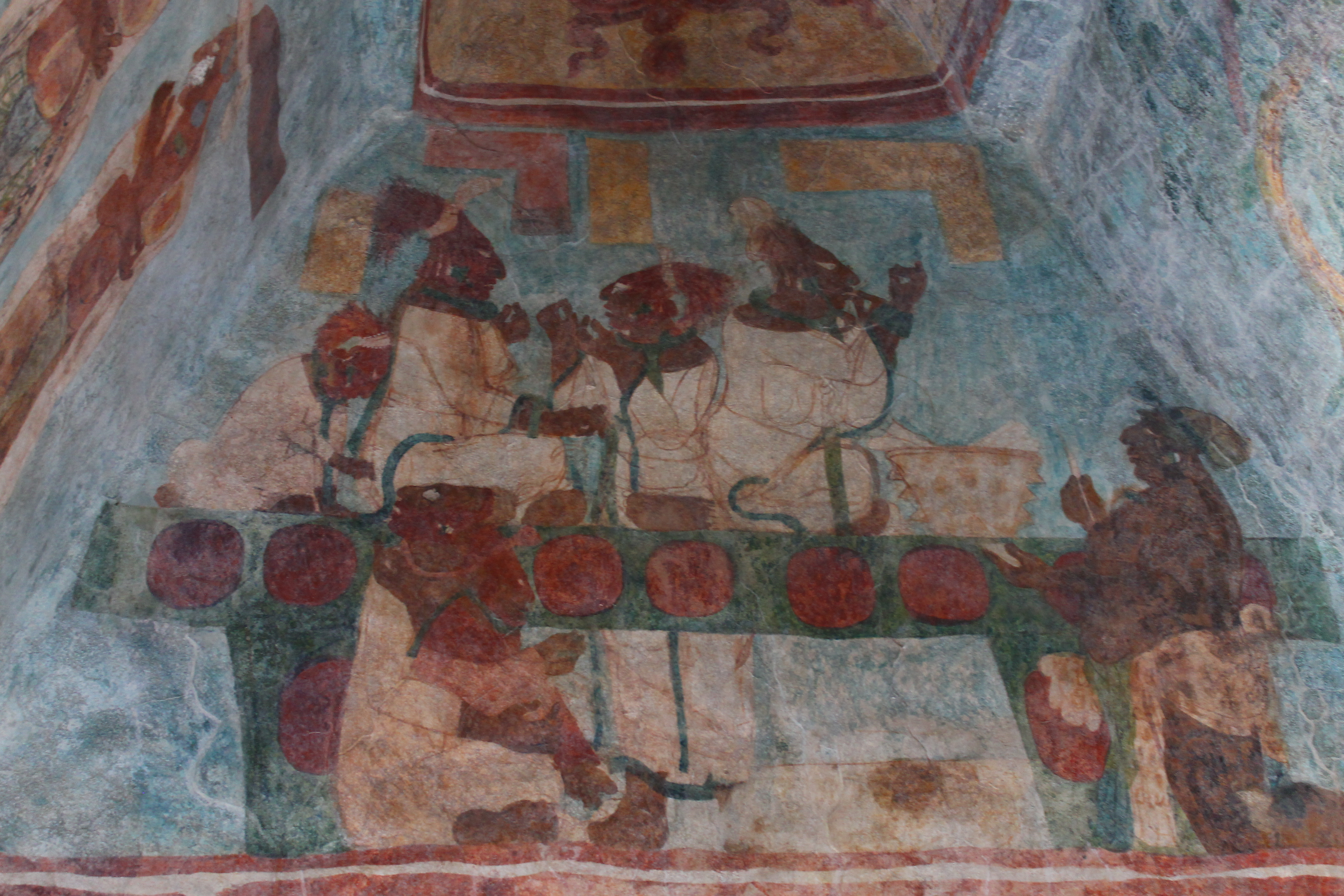
Изображение представителей знати.

Бонампак на языке майя обозначает «раскрашенная стена», что и дало городу его современное название. Сегодня он широко известен своими настенными фресками, которые являются выдающимся произведениям искусства доиспанской Америки. Настенные фрески находятся в первом храме Бонампака, единственном многозальном сооружении города. Общая площадь, занятая фресками в трёх комнатах, составляет 144 м². На них изображены правитель и его последователь, военные сцены, суд, сцены танца, а также акт жертвоприношения. Фрески помогают представить социальную структуру общества майя во второй половине первого тысячелетия н. э. По содержанию их можно разделить на пять сценических групп:
1. Приготовления к танцевальным празднествам (помещение 1)
2. Война и взятие в плен противников (помещение 2)
3. Суд над захваченными и принесение их в жертву (помещение 2)
4. Танцевальный ритуал (помещение 3)
5. Жертвоприношение женщин из высшего слоя общества (помещение 3)

Первый храм воздвигнут в 790 году в ознаменование победы города над соседним царством.